# San Nicola Arcella
San Nicola Arcella er en by i Calabrien, Italien med 1.957 (2023) indbyggere.